# مايك أورورك
مايك أورورك (بالإنجليزية: Mike O'Rourke)‏ هو لاعب كرة قاعدة أمريكي، ولد في 1 سبتمبر 1868، وتوفي في 3 مارس 1934 في ريتشموند في الولايات المتحدة.

## وصلات خارجية
- مايك أورورك على موقعبيزبول رفرنس.كوم (الدوري الرئيسي) (الإنجليزية)
- مايك أورورك على موقعبيزبول رفرنس.كوم (الدوري الثانوي) (الإنجليزية)